# Kejsi Tola
Kejsi Tola, född 5 februari 1992 i Tirana, är en albansk sångerska. Hon vann den albanska versionen av musiktävlingen Idol, Ethet e së premtes mbrëma, 2007. Hon representerade också Albanien i Eurovision Song Contest 2009 med låten "Carry Me in Your Dreams", som slutade på sjuttonde plats i finalen. Med sig på scenen i tävlingen hade hon dansarna och tvillingarna Andi och Ardi Koçaj och den rysk-grekiske dansaren Zjenia Evgenios Buli (som dansat med Giorgos Alkaios 2010, Kalomira 2008, Emmy 2011 och Eleftheria Eleftheriou 2012). Hon hade även med sig bakgrundssångerskorna Orgesa Zaimi och Dorina Toçi.
År 2009 deltog hon i den albanska uttagningen till Eurovision Song Contest, Festivali i Këngës igen. Där slutade hon på en 15:e plats på 58 poäng.
År 2009 ställde hon upp i Festivali i Këngës 48 med sin låt "Ndonjëherë". I finalen slutade Kejsi på en 15:e plats av 20 deltagare. Samma år ställde hon upp i Kënga Magjike 11 med låten "Qiellin do ta prek me ty". Där vann hon pris för bästa nykomling. Tola ställde även upp i Festivali i Këngës 49, året därpå. Denna gång tävlade hon med låten "Pranë", men hon lyckades inte ta sig vidare till finalen. År 2011 ställde hon upp i musiktävlingen Kënga Magjike med låten "Më jeto". Vid Top Fest 9 år 2012 deltog hon med låten "Atje" och i Kënga Magjike 14 tävlade hon med låten "Përendëshë e fantasizë", skriven av Alban Skënderaj. I finalen fick hon 449 poäng vilket räckte till en elfte plats. Tola tilldelades även priset "Fun Tune". Hon kom i december 2012 att delta i Albaniens uttagning till Eurovision Song Contest 2013, Festivali i Këngës 51, med låten "S'jemi më atje". Låten är komponerad av Sokol Marsi, som bland annat skrev landets bidrag år 2011, "Feel the Passion". I finalen slutade hon, efter att ha fått 42 poäng, fyra. Hon hade 6 poäng upp till trean Hersiana Matmuja och två poäng ner till femman, Merland Kademi.
Efter två års uppehåll från musiken deltar hon under hösten 2014 i Kënga Magjike 2014 med låten "Iceberg".

## Diskografi

### Singlar
- 2008 - "Një minute" (En minut)
- 2008 - "Carry Me in Your Dreams"
- 2009 - "Qiëllin do ta prek me ty"
- 2009 - "Ndonjëherë" (Ibland)
- 2010 - "Pranë" (Nära)
- 2011 - "Më jeto"
- 2012 - "Atje"
- 2012 - "Përendëshë e fantasizë"
- 2012 - "S'jemi më atje"
- 2014 - "Iceberg"